# 内卡尔特利大区
内卡尔特利（羅馬化：šida kartli），又译为什达-卡尔特里，是格魯吉亞東部的一個大区，区府为哥里。面積为5,729平方公里，2021年人口数量为284,081人。该大区包括五个市镇：哥里市鎮、卡斯皮市鎮、卡雷利市鎮、賈瓦市鎮、哈舒里市鎮。
大区的北部地区，即整个贾瓦市镇以及卡雷利市镇和哥里市镇的北部（共1,393平方公里），自1992年起為受俄羅斯支持的南奥塞梯所控制，并在2008年俄格戰爭后被俄罗斯军队占领。